# Житомир
Житомир је мушко име словенског порекла, настало као кованица речи „жит“, у значењу „живот“ и „мир“. Ово име се среће у Србији и у Хрватској, где је ретко и највише се среће у местима Оребић, Врсар и Вела Лука.

## Занимљивост
Град у Украјини носи назив Житомир.